# Tündareósz
Tündareósz (görög betűkkel Τυνδάρεως) görög mitológiabeli spártai király.
Periérész fia, anyja, Gorgophoné révén Perszeusz unokája. Egyes mítoszváltozatok szerint szülei Oibalosz és Boteia.
Bátyja, Hippokoón elűzte hazájából, ifjú öccsével, Ikariosszal együtt, Thesztiosz aitóliai királynál találtak menedéket, és ennek lányát, Lédát vette feleségül. Miután Héraklész megölte Hippokoónt és fiait, Tündareósz visszatért feleségével Spártába, és elfoglalta a trónt. Két leánya és két ikerfia született (Dioszkuroszok), közülük egy (vagy több) valójában Zeusz gyermeke volt.
Lányait, Helenét és Klütaimnésztrát a két Atreida-fivér, Menelaosz és Agamemnón vette feleségül. Helené férjhez adása előtt nagy ijedelem érte a Spártába sereglő kérők miatt, mivel megijedt, hogy a kérők tömege majd megöli a kiválasztottat és lerombolják a városát is. Odüsszeusz tanácsával sikerült megelőzni a bajt, akinek hálából segített unokahúga, Pénelopé kezét megkérni.
Egyszer egy áldozat alkalmával megfeledkezett az Aphroditénak járó tisztességről, és emiatt az istennő azzal büntette, hogy lányai hűtlen természetűek lettek. Euripidész Oresztész című tragédiájában Tündareósz Mükénébe jön lánya, Klütaimnésztra halála után, és anyagyilkos unokája, Oresztész megbüntetését követeli.
Tündareósz és Léda gyermekei, a dioszkuroszok megtámadták Messzénét, mivel a messzénéi Idasz egy Árkádiából rabolt zsákmány felosztásakor kijátszotta őket. A harc – Zeusz közbeavatkozásával – Idasz halálával végződött, de Kasztór is meghalt. Zeusz az istenek közé emelte volna megmaradt fiát, Polüdeukészt, aki viszont Kasztór halála miatt nem akart halhatatlan lenni. Amikor a dioszkuroszok az istenek közé emelkedtek, Tündareósz Spártába hívatta Menelaoszt és átadta neki a trónt.